# Le Piment (film)
Pour les articles homonymes, voir Piment (homonymie).
Pour plus de détails, voir Fiche technique et Distribution.
Le Piment est un court métrage français réalisé par André Hugon, sorti en 1935.

## Fiche technique
- Titre original : Le Piment
- Réalisation : André Hugon
- Scénario : Georges Fagot
- Musique : Jacques Janin
- Société de production : Les films André Hugon
- Pays d'origine : France
- Format : Noir et blanc
- Genre : court métrage
- Durée : 29 minutes
- Date de sortie : 1935

## Distribution
- Armand Larcher : Piment
- Robert Vattier : le chef de gare
- Lucette Desmoulins : Lise
- Ginette Leclerc : Manon
- Carletto Cairoli : Charlet